# Rejon radziwiłłowski
Rejon radziwiłłowski – jednostka administracyjna wchodząca w skład obwodu rówieńskiego Ukrainy.
Rejon utworzony w 1939. Siedzibą władz rejonu jest miasto Radziwiłłów.

## Miejscowości
- Adamówka (Адамівка)[2]
- Bałki (Балки)[3]
- Baranie (Баранне)
- Batków (Батьків)[4]
- Baszarówka (Башарівка)[5]
- Berezyny (Березини)[6]
- Bezodnia (Безодня)
- Biłohoriwka (Білогорівка)
- Boratyn (Боратин)[7]
- Bryhadyriwka (Бригадирівка)
- Buhajówka (Бугаївка)[8]
- Chotyń (Хотин)[9]
- Dębiny (Дубини)
- Dobrowoda (Добривода)[10]
- Dowhaliwka (Довгалівка)[11]
- Drużba (Drańcza Polska, Дружба)[12]
- Gaje Lewiatyńskie (Гаї-Лев'ятинські)[13]
- Gaje Małe (Малі Гайки)
- Gaiki (Гайки)
- Gaiki Siteńskie (Гайки-Ситенські)
- Haj (Гай)[14]
- Hnilcze[15] (Гнильче)
- Honoratka (Гоноратка)
- Hranówka (Гранівка)
- Husary (Гусари)[16]
- Iwanie Puste (Пустоіванне)
- Iwaniwka (Іванівка)
- Iwaszczuki (Іващуки)
- Karpiłówka[17] (Карпилівка)
- Kaźmiry (Казмірі)
- Kopanie (Копані)
- Korytno[18] (Коритне)[19]
- Koty (Коти)
- Kozin (Козин)
- Kruki (Круки)[20]
- Krupiec (Крупець)
- Kursyki (Курсики)
- Lewiatyn (Лев'ятин)[21]
- Michałówka (Михайлівка)[22]
- Mytnica[23] (Митниця)
- Nemirówka (Немирівка)[24]
- Nowa Mytnica (Нова Митниця)
- Nowa Plaszewa[25] (Нова  Пляшева[26], Жовтневе)
- Nowoukrajincke (Drańcza Ruska, Новоукраїнське)
- Oparypsy (Опарипси)
- Ostrów (Острів)[27]
- Pasieki (Пасіки)[28]
- Pereniatyn (Перенятин)[29]
- Plaszewa
- Plaszówka (Пляшівка)[30]
- Podlipki (Підлипки)[31]
- Podwysokie (Підвисоке)[32]
- Podzamcze (Підзамче)[33]
- Północne (Полуничне)[34]
- Pryski (Приски)
- Radyhiwszczyna (Радихівщина)[35]
- Radziwiłłów (Радивилів)
- Redków (Рідків)
- Rudnia Poczajowska (Рудня)
- Sawczuki (Савчуки)
- Seredne (Середнє)[36]
- Sestratyn[37] (Сестрятин)
- Sitno (Ситне)
- Sołoniów (Солонів)[38]
- Srebrna (Срібне)[39]
- Stanisławy (Станіслави)[40]
- Staryki (Старики)[41]
- Stojanówka (Стоянівка)[42]
- Tabaczuki (Табачуки)
- Tesłuhów (Теслугів)[43]
- Wesełe (Веселе)[44]
- Zamiszczyna (Заміщина)
- Zariczne (Staryki k. Kozina, Зарічне)
- Zasów (Засув)[45]